# Johannes Steckner
Johannes Steckner (* 27. März 1966) ist ein deutscher Schachspieler. Er ist Internationaler Meister im Fernschach und FIDE-Meister im Nahschach.

## Erfolge

### Fernschach
In den Jahren 1986 bis 1989 wurde Johannes Steckner der 10. deutsche Fernschach-Juniorenmeister. Im Jahre 1994 wurde ihm von der International Correspondence Chess Federation (ICCF) der Titel Internationaler Meister verliehen. Im Halbfinale der Fernschachweltmeisterschaft 1991/97 wurde er hinter Knut Herschel Zweiter, beim ¾-Finale 1995/2002, das von Rudolf Ševeček gewonnen wurde, war er Sechster und verpasste damit den Einzug in das Finale.
Seine höchste Elo-Zahl im Fernschach lag bei 2509 in der Auswertung 1/2001. Seitdem ist er im Fernschach inaktiv.

### Nahschach
Jugendschach spielte er für den Hamburger SK, mit dem er 1982 deutscher Jugendmannschaftsmeister wurde, später Stammspieler in der zweiten Mannschaft war und in der Saison 1991/92 auch bei seinem einzigen Einsatz in der 1. Bundesliga siegte. Für die Stuttgarter Schachfreunde 1879 spielte er um die Jahrtausendwende in der 2. Bundesliga Süd, danach spielte er für den schwäbischen Schachclub Ehningen.
In der Schweizer Nationalliga A spielte er für die Schachgesellschaft Winterthur (von 2000 bis 2008) und in der Schweizer 1. Bundesliga für den ASK Winterthur. Mit Stand 2019 ist er passives Mitglied der Schachmannschaft der Zürcher Kantonalbank.
Seine höchste Elo-Zahl im Nahschach war 2355 im Juli 1986. Dies war auch gleichzeitig seine erste Elo-Zahl. Den Titel FIDE-Meister trägt er seit 1990.